# Australoplax tridentata
Australoplax tridentata is een krabbensoort uit de familie van de Macrophthalmidae. De wetenschappelijke naam van de soort is voor het eerst geldig gepubliceerd in 1873 door A. Milne-Edwards.

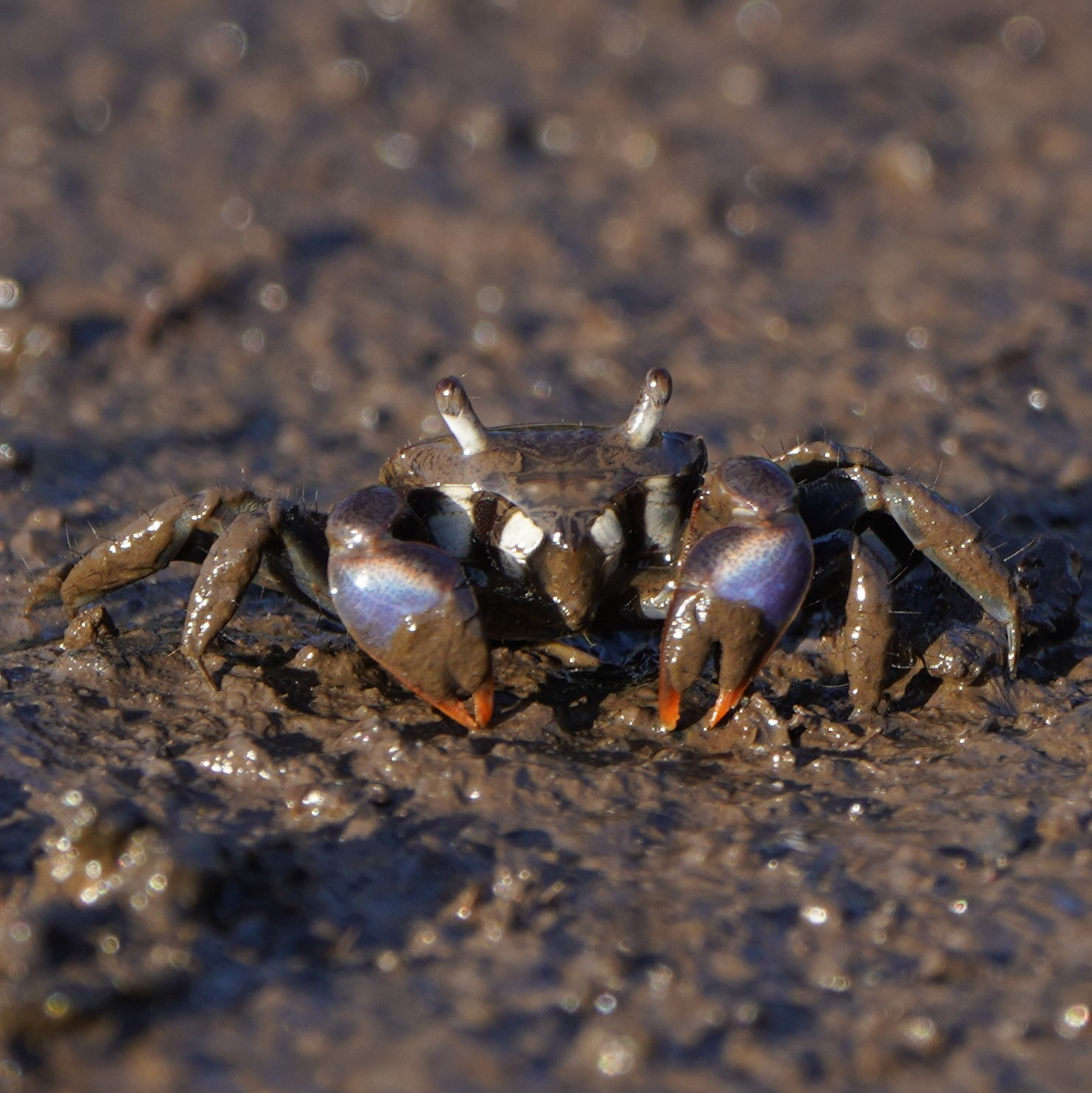
Australoplax tridentata